# 당파 (무기)

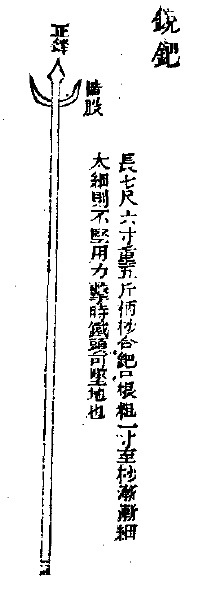
당파

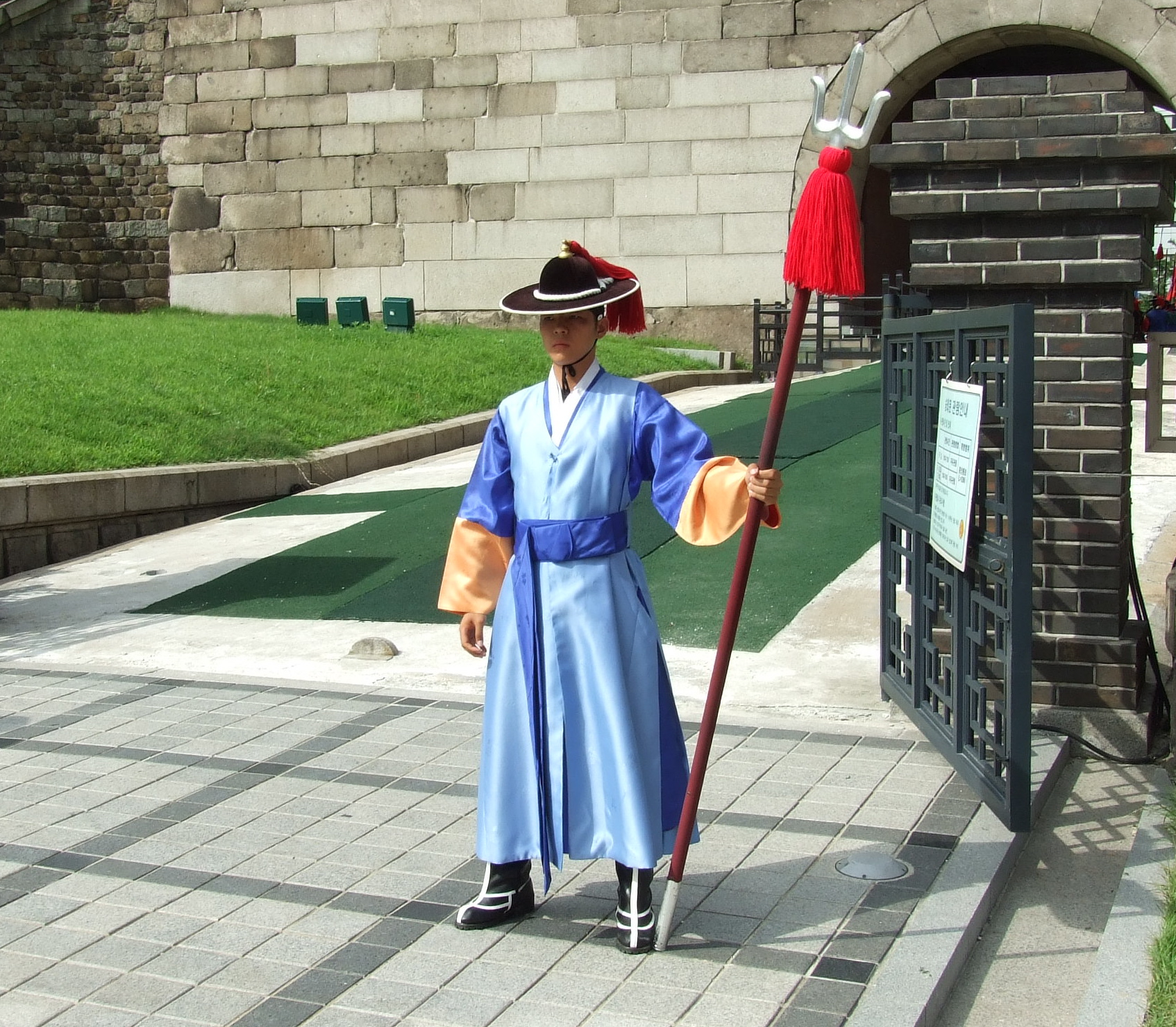
당파로 무장한 조선의 경비병

당파(钂鈀) 혹은 당파창(钂鈀槍)은 조선 시대에 보병이 사용하던 무기로, 삼지창의 일종이다. 

## 생김새
기원이 일반적인 삼지창과는 다르지만, 일단은 가운데의 긴 날과 양쪽으로 두 개의 가지가 뻗는 모양을 가졌다.

## 쓰임
장창의 대열 사이에 끼어 창의 날보다 안쪽으로 들어온 적을 상대하는 것이 개발 목적이다.

## 기록
중국의 병서 기효신서를 도입하면서 조선에 도입된 것으로 보이며, 임진왜란 이전의 시기엔 유물이나 기록으로 이것이 사용된 예가 없다. 사극 등에선 조선군의 주력 병기로 묘사하고 있으나, 실제로는 당파 이외에도 여러 가지의 창들을 사용했다.

## 기타
이 창을 다루는 기술은 역시 '당파'라고도 불리며, 18반 무예 중 하나이다. 